# Амбивере
Амбивере (итал. Ambivere) — коммуна в Италии, расположена в области Ломбардия, подчинена административному центру Бергамо (провинция).
Население составляет 2249 человек, плотность населения составляет 694 чел./км². Занимает площадь 3,24 км². Почтовый индекс — 24030. Телефонный код — 00035.
Покровителем коммуны почитается святитель Зенон Веронский, празднование 12 апреля.